# Kinas damlandslag i handboll
Kinas damlandslag i handboll hade sin största framgång 1984, då de tog brons i de Olympiska spelen i Los Angeles, Kalifornien, USA. Den största orsaken till framgången var att Sovjetunionen bojkottade spelen (vilket USA hade gjort 1980 när de Olympiska spelen hölls i Moskva). Vann gjorde Jugoslavien och Sydkorea kom tvåa. Kina kom tvåa i de asiatiska mästerskapen 2006.

## OS-laget 2008
Kinas landslag 2008 var ganska ungt; den yngste spelaren var 19 år och den äldsta var 28 år gammal. Medelsnittsåldern var ungefär 25 1/2 år.

### Målvakter
- Hong Huang
- Guini Liu

### Utespelare
- Dongjie Huang
- Bing Li
- Weiwei Li
- Xiaomei Liu
- Yun Liu
- Laimiao Sun
- Min Wang
- Shasha Wang
- Qiuxiang Wei
- Wenjuan Wu
- Yana Wu
- Meizhu Yan